# Qāf

Qaf in isolierter Form

Qāf, قاف, ist der 21. Buchstabe des arabischen Alphabets. Er ist aus dem phönizischen Qoph hervorgegangen und dadurch mit dem lateinischen Q, dem (heute nicht mehr verwendeten) griechischen Qoppa und dem hebräischen Qoph verwandt. Ihm ist der Zahlenwert 100 zugeordnet.

## Lautwert und Umschrift
Das Qāf hat keine Entsprechung im Deutschen. Es handelt sich um den stimmlosen uvularen Verschlusslaut [⁠q⁠], bei dessen Aussprache der hintere Teil der Zunge mit dem Gaumenzäpfchen einen Verschluss bildet. In arabischen Stadtdialekten (z. B. in Kairo und Damaskus) wird außer in sogenannten Buchwörtern statt [q] ein stimmloser glottaler Plosiv [⁠ʔ⁠] (Stimmansatz oder Stimmabsatz, in arab. Schrift sonst mit Hamza geschrieben) gesprochen. In anderen Regionen ist hingegen [g] an Stelle von [q] zu hören, und in einigen anderen Dialekten wird Qāf wiederum als emphatischer Konsonant gesprochen und verdunkelt die umliegenden Vokale.
In der DMG-Umschrift wird Qāf mit „q“ wiedergegeben. Im nichtwissenschaftlichen Kontext empfiehlt der Duden die Umschrift mit „k“. In Domains, Internetforen sowie bei der Benutzung von Chatprogrammen repräsentiert häufig die Ziffer „9“ das Qāf. Auch im maltesischen Alphabet wird Qāf „q“ geschrieben; im Maltesischen wird der dazu gehörende Laut als deutlich hörbarer Stimmansatz oder Stimmabsatz realisiert, während das hocharabische Hamza verstummt ist und ihm kein eigener lateinischer Buchstabe zugewiesen ist.

## Qāf in Unicode
| Unicode Codepoint | U+0642            |
| Unicode-Name      | ARABIC LETTER QAF |
| HTML              | &#1602;           |
| ISO 8859-6        | 0xe2              |